# Веерокрылки
Веерокрылки (лат. Alucitidae) — семейство чешуекрылых.

## Описание
Бабочки небольшие. Размах крыльев 7—20 мм. Голова в прилегающих чешуйках. Губные щупики длинные, 2-й членик густо покрыт волосками, 3-й членик гладкий, тонкий. Челюстные щупики слабо выражены. Хоботок развит. Глазки имеются. Каждое крыло расщеплено на 6 лопастей. Рисунок часто изменчив, в виде 2 поперечных перевязей — прикорневой и наружной, проходящих через все лопасти. Первая лопасть с рядом пятен и штрихов. Ноги длинные, тонкие. Голени передних ног с эпифизом, задние — с 2 парами шпор.
Бабочки активны днем и в сумерках, иногда привлекаются на свет. Гусеницы открытоживущие, некоторые минирующие. Окукливание в коконах, в земле. Всего известно около 135 видов. В Палеарктике около 35 видов.

## Роды
- Alinguata
- Alucita
- Hebdomactis
- Hexeretmis
- Microschismus
- Paelia
- Prymnotomis
- Pterotopteryx
- Triscaedecia